# Bajo Valle de Don
El bajo valle del Don o históricamente el final oriental de Sheffield, es el barrio industrial principal del noreste de la ciudad Sheffield, Inglaterra. 
Construido alrededor del río Don abarca las zonas de Attercliffe, Brightside, Darnall, Tinsey y Wincobank. Sus coordenadas son: 53°24′18″N 1°25′01″O / 53.40500, -1.41694/53.405°N 1.417°W 

## Historia
La zona se convirtió en el corazón de la industria de acero de Sheffield durante los siglos XIX y XX. Sin embargo entró en declive durante los años 70 y 80 a medida que la fabricación natural de acero cambió de sitio las grandes industrias a gran escala empleando a una mayor fabricación automatizada y aerodinámica. Como resultado, grandes zonas fueron abandonando hacia finales de los años 80 a pesar de que la industria del acero continuaba incrementando su producción y la corporación de desarrollo de Sheffield fueron llevadas a la tarea de re urbanizar la zona. 
Entre los nuevos desarrollos está el centro comercial Meadowhall, Cencertainment Valley y Sheffield Arena, una acera pública, los cinco caminos que atrapan, han sido abiertos a lo largo de la orilla del río desde el centro de la ciudad y el Sheffield Supertram proporciona acceso de tren ligero. ahora tiene también uno de los mayores concentraciones de prestaciones deportivas del Reino Unido con el estadio de Valle de Don, las pistas de hielo de Sheffield y el instituto inglés de deportes Sheffield todo localizado en la zona.
- Datos: Q6693452